# كاترين (دوقة براغانزا)
انفانتا كاترين من غيمارايش، دوقة براغانزا بزواجها من جواو الأول وابنها تيودوسيو الثاني دوق براغانزا، (لشبونة؛ 18 يناير 1540 - 15 نوفمبر 1614) هي ابنة انفانتي دوارتي دوق غيمارايش الرابع وإيزابيلا من براغانزا، هي حفيدة الملك البرتغالي مانويل الأول وخايمي الأول دوق براغانزا وكذلك جدة جواو الرابع ملك البرتغال كانت مطالبة بالعرش بعد وفاة عمها هنريك ملك البرتغال مما أشعلت مع أبناء عمومتها أزمة خلافة البرتغالية (1580) ولكن لم تنجح في وصول إلى سدة الحكم كما فعلوا أنتوني الأول ملك البرتغال وفيليب الأول ملك البرتغال ولكن حقق حفيدها هذا الحلم 1640.